# Солона Любов Романівна
Любов Романівна Солона (нар. 15 липня 1914, Кринички — пом. 1990) — українська радянська художниця; член Спілки радянських художників України. Дружина живописця Петра Погребинського.

## З біографії
Народилася 15 липня 1914 року в селі Криничках (нині Дніпропетровська область, Україна). 1947 року закінчила Київський художній інститут.
Жила у Києві і будинку на вулиці Червоноармійській, № 12, квартира № 19. Померла у 1990 році.

## Творчість
Працювала в галузі станкового живопису. Серед робіт:
- «Партизанський рейд» (1947);
- «Пархоменко» (1949);
- «Перший трактор на селі» (1954, у співавторстві з Петром Погребинським);
- «Тридцяті роки» (1961—1965, у співавторстві з Петром Погребинським);
- «З гвинтівкою та плугом. Перші комунари» (1967, у співавторстві з Петром Погребинським);
- «Сівба» (1971).

Брала участь у республіканських виставках з 1947 року, всесоюзних — з 1954 року, зарубіжних — з 1955 року.